# BMW R 42
Die BMW R 42 war das zweite Tourenmotorrad des deutschen Motorradherstellers BMW.

## Geschichte

### Entwicklung
Am 26. November 1925 präsentierte BMW zwei Jahre nach der R 32 auf der Deutschen Automobilausstellung in Berlin erstmals deren Nachfolgerin R 42 der Öffentlichkeit. BMW führte mit diesem Motorrad das Baukastenprinzip weiter. Fahrwerk und Getriebe mit Grundmotor waren weitgehend baugleich; die Differenzierung nach Sport- und Tourenmodellen wurde durch kopf- oder seitengesteuerte Zylinderköpfe und Zylinder umgesetzt.

### Vermarktung
Der Preis für das Motorrad betrug im Jahr 1927 1510 Reichsmark (entspricht 6.713 Euro in heutiger Kaufkraft), das sind 700 Reichsmark weniger als noch für die R 32. Lichtanlage, Hupe, Tacho und Soziussitz waren im Kaufpreis nicht enthalten. Die Produktion wurde 1928 nach über 6500 Einheiten beendet; Nachfolger war die ab Juli 1928 produzierte R 52.

## Technik

### Motor
Der Motor mit der Bezeichnung M 43 war ein längs eingebauter Zweizylinder-Boxer-Viertaktmotor mit SV-Ventilsteuerung.

#### Aufbau
Das Motorgehäuse war horizontal teilbar.
Ein Zwischenzahnrad oberhalb der Kurbelwelle trieb die noch eine Ebene höher liegende Nockenwelle an, die wiederum die Zündanlage in der nächsten Ebene antrieb. Durch diese Zahnradkaskade baute der Motor für einen Boxermotor relativ hoch. Die Nockenwelle öffnete über kurze Gleitstößel die Ventile.

#### Zylinder
Die Zylinder aus Grauguss hatten abnehmbare Zylinderköpfe aus Leichtmetall und radial verlaufende Kühlrippen.

#### Vergaser
Der Vergaser, eine Eigenkonstruktion von BMW, saugte die Luft durch das Schwungradgehäuse an. Die Gemischmenge („Gasschieber“) und Gemischzusammensetzung („Luftschieber“) wurde über zwei Hebel an der rechten Lenkerhälfte eingestellt.

#### Zündung
Ein Hochspannungsmagnet von Bosch oder eine Zündlichtmaschine waren mit einem Spannband auf einer Plattform oberhalb der Kurbelwelle befestigt. Die Zündung wurde mit einem Hebel an der linken Lenkerhälfte verstellt.
Die Zündkerze saß im abnehmbaren Zylinderkopf.

### Antrieb
Die R 42 hatte ein handgeschaltetes Getriebe mit Antriebswelle auf der rechten Seite des ungefederten Hinterrades. BMW bezeichnete die Kraftübertragung vom Getriebe zum Hinterrad als „Kardanantrieb“, die Antriebswelle als „Kardanwelle“ und das Getriebegehäuse am Hinterrad als „Kardangehäuse“ – technisch richtig war es lediglich ein Wellenantrieb des Hinterrades, da es keine Kardangelenke gab. Das horizontal teilbare Getriebegehäuse war direkt an das Motorgehäuse angeflanscht. Die Eingangswelle mit drei Gängen wurde direkt von der Einscheiben-Trockenkupplung im Schwungrad der Kurbelwelle angetrieben. Die Ausgangswelle trieb über eine Hardyscheibe in direkter Verlängerung die Antriebswelle an. Das Gehäuse des Kegelradantriebs an der Hinterachse hatte eine Ölfüllung – bei der R 32 wurde dort noch mit Fett geschmiert. Das Getriebe war weiterhin mit Staufferfett gefüllt. Der Kickstarter wurde noch parallel zur Fahrzeuglängsachse betätigt; dazu war eine Kegelradumlenkung im Getriebegehäuse eingebaut. Diese aufwendige Umlenkung wurde erst bei der Nachfolgebaureihe R 52 und R 57 aufgegeben.

### Fahrwerk
Das Fahrwerk ist ein Rohrrahmen ohne Hinterradfederung, die Vordergabel hat eine gezogene Kurzschwinge mit Blattfederung. Die Hinterradbremse war wie bei der R 39 eine sogenannte Kardanbremse, die auf den Außenring der Hardyscheibe wirkte. Die Sattelhöhe betrug 72 cm.

## Technische Daten
| Kenngrößen            | Daten der R 42               |
| --------------------- | ---------------------------- |
| Bohrung               | 68 mm                        |
| Hub                   | 68 mm                        |
| Hubraum               | 494 cm³                      |
| Leistung              | 12 PS (9 kW) bei 3400 min−1  |
| Höchstgeschwindigkeit | 95 km/h                      |
| Leergewicht           | 126 kg (mit Beiwagen 188 kg) |
| Tankinhalt            | 14 Liter                     |